# Lamproscatella nivosa
Lamproscatella nivosa är en tvåvingeart som beskrevs av Cresson 1935. Lamproscatella nivosa ingår i släktet Lamproscatella och familjen vattenflugor. Inga underarter finns listade i Catalogue of Life.